# 磯山さやかの旬刊!いばらき
『磯山さやかの旬刊!いばらき』（いそやまさやかのしゅんかんいばらき）は、茨城県のインフォマーシャル。2011年4月22日から2018年3月30日までテレビ朝日にて放送された。

## 概要
茨城県鉾田市出身で「いばらき大使」も務めるタレントの磯山さやかをナビゲーターに、茨城県内の観光スポット等を歩きながら、茨城県の魅力と、旬の話題（イベント、グルメなど）を紹介。主にテレビ朝日『散歩シリーズ』（金曜日）の番組内で放送されており、視聴エリアは関東地方を中心に約1780万世帯に上る。なお、茨城県には関東広域放送他県のような独立テレビ局も存在せず、全都道府県で唯一地元民放テレビ局が無いため広域局での広報となる。
茨城県のテレビ広報番組は1979年からフジテレビで日曜日朝に『おはよう茨城』を放送していたが、様々な事情もあり2011年3月27日の放送を最後に終了となった。同番組終了とともにテレビ朝日へ事実上移譲する形となり、同年4月22日より、当時の人気番組『ちい散歩』の番組に内包して放送開始。同番組を初代として現在も続く『散歩シリーズ』金曜日の番組後半で放送されていた。
開始当初から10:46 - 10:48（JST）に放送。『ちい散歩』終了後もそのまま2012年5月11日より『若大将のゆうゆう散歩』番組内で継続、10月5日から放送時間短縮に伴い10:26（番組終盤）となる。そして、2015年10月2日より現在放送中の『じゅん散歩』で引き続き放送、2016年11月4日から放送時間短縮に伴い10:21（番組終盤）で継続となった。
2017年4月より、2分版のタイトルが「2分でわかる!いばらきの魅力」となった（正式タイトルは変更なし）。
2018年3月30日放送分（「茨城の桜」（後編）」）を最後に約7年に亘る放送を終了。翌週4月6日より後任として、磯山と同じ鉾田市出身かつ「いばらき大使」も務めており、本番組にゲストとして出演したお笑いコンビ・カミナリを迎え『カミナリの「たくみにまなぶ」〜そういえば茨城ばっかだな!〜』をスタートし、2021年3月まで3年間に亘って放送。同年4月より新たに『いばらき推し』がスタートした。

## 構成
時間尺は完全版が約2分、ダイジェスト版は30秒からなる。完全版、ダイジェスト版ともに冒頭に茨城県のロゴ（下述）をセンターに表示（途中までは、完全版：白、30秒版：観光地の静止画3枚をバックに表示だったが、後期には2分版・30秒版ともに観光地の映像をバックに表示するようになった。本編最後は観光地の映像をバックに表示）、チャイム音とともに本編に入る。

### 進行
開始当初から、磯山のパートナー役として、茨城県のマスコットである「ハッスル黄門」がCGで登場していた（声は鈴木清信が担当）。磯山が印籠の中からハッスル黄門を呼び出し、会話をしながら進行していた。なお、後期には印籠なしで登場するようになり、また、解説役が中心となった。
2016年2月19日・2月26日放送「水戸の梅まつり（前・後編）」ではハッスル黄門が着ぐるみで出演した。この時も、通常使用されるCGと同様、鈴木が声を担当した。
2016年3月11日放送「春の北茨城観光」の回には登場しなかったが、翌週3月18日放送「古河桃まつり」の回が最後の登場となった。
ハッスル黄門が登場しなくなって以降、磯山が一人で進行をする形となった。ナレーションは引き続き鈴木が務めた。2016年4月1日より、最後に「ここで一句!」と俳句を詠んで締める形となった。
2017年4月より「2分でわかる!いばらきの魅力」のタイトル表示並びに磯山によるタイトルコール（右上にワイプ表示）、当日の紹介内容に続き、磯山が登場（この時に「磯山さやかの旬刊!いばらき」のタイトル文字が右上に2秒間表示される）。後の流れはこれまでと同様。

### 茨城県のロゴ表示
使用されている茨城県のロゴは、通常は「（ハッスル黄門のイラスト）茨城県」を表示する。また、茨城県が県のイメージアップキャンペーンを展開する場合は、そのキャッチコピーに表示を変更する場合もあり、2013年11月15日より2014年9月26日までは、「（1行目）なめんなよ♡いばらき県（2行目）まだまだたくさんあります こんないいところ」、2015年12月4日より2017年3月31日までは、「（1行目）のびしろ（2行目）日本一。（3行目）茨城県」を使用した。後者は冒頭では縦書き3行で表示されたが、最後は横書き1行にまとめて表示された。

## 放送時間
※放送終了時点。
（テレビ朝日を基準とする（関東ローカル）。ただし、茨城県は提供クレジットは表示されずPT扱い）
- 『じゅん散歩』
金曜日 9:55-10:25[注 8]
  - 10:10（30秒、ダイジェスト版）
  - 10:21 - 10:23の時間帯（2分、完全版）

放送時間の変遷（完全版のみ）
- （2011年4月22日 - 2012年9月28日）金曜日 10:46 - 10:48
- （2012年10月5日 - 2016年10月28日）金曜日 10:26 - 10:28

- 『ANNニュース』火曜日〜木曜日（『グッド!モーニング』内）5:50-6:00（30秒、ダイジェスト版） - かつては全曜日で放送していた。

過去
- 『ちい散歩』（2分30秒、30秒）
- 『若大将のゆうゆう散歩』（2分30秒→2分、30秒）
- 『やじうまテレビ!土曜版』（30秒）
- 『城島茂の週末ナビ ココイコ!』（30秒）
- 『あさナビ』（30秒）

テレビ朝日以外にもBS朝日、テレ玉、チバテレなどでダイジェスト版（30秒）を放送していた。

## ネット配信
インターネットでは県公式サイトから配信を行っている。週1回、金曜日10:24頃更新（2018年3月30日更新終了）。
このほか茨城県ホームページ内「いばキラTV」および「いばらきインターネット放送局」でも配信を行った（2018年3月30日更新終了）。

## 出演者
- 磯山さやか - ナビゲーター
- ハッスル黄門（茨城県マスコットキャラクター、声:鈴木清信） - 2016年3月18日まで

### ナレーション
- 鈴木清信

## 備考
- 2015年9月11日に放送予定だった「いこいの村 涸沼（鉾田市）」編については、関東・東北豪雨（茨城県も特別警報が出された）の影響により放送休止（当日番組内のCM枠はACジャパンに差し替え）となったが、10月23日に放送された。
- 2016年4月15日は『じゅん散歩』の放送が熊本地震のANN報道特番により休止となったが、当日の「ネモフィラハーモニー（ひたちなか市）」編は別枠にて放送された。
- 2018年2月23日は『じゅん散歩』の放送が平昌オリンピック2018中継（フィギュアスケート・女子フリー、9:00 - 14:30）のため休止となった。なお、当日は全編ネットワークセールスのため「水戸の梅まつり（後編）」は配信のみ行われた。